# Криганов Андрій Васильович
Криганов Андрій Васильович (*28 січня 1955  — †2008)  — дослідник кочових культур України, археолог. Діяч харківської «Просвіти». Кандидат історичних наук.

## Життєпис

### Родина
Народився в родині вчителів, мати  — Криганова Алла Степанівна  — вчителька російської мови, батько  — військовик, бабуся  — Осадченко Євгенія Михайлівна  — вчителька історії, дід  — Осадченко Степан Григорович  — вчитель географії.
З початкових класів бабуся розповідала онуку про археолога Генріха Шлімана, про розкопки Трої. За свідченням матері Андрій саме зі шкільних років мріяв стати археологом.

### Навчання
1972  — закінчив сумську СШ № 18, у тому ж році вступив на історичний факультет Харківського університету імені Каразіна.

### Робота
Після закінчення університету вступив до аспірантури і, захистивши кандидатську дисертацію, працював в університеті і займався археологією.
Був активістом товариства «Просвіта», постійно виїжджав з освітянами на розкопки Нетайлівського некрополя, що на Харківщині. Дослідження військової справи кочовиків мало стати темою його докторської дисертації. Та не судилося. Андрій Криганов помер від інфаркту перебуваючи на розкопках того ж Нетайлівського некрополя.

### Публікації
Автор наукових статей у журналі «Археологія України» (Харків), що видає археологічне товариство.
Після смерті друком вийшла книга «Військова справа кочівників Північного Причорномор'я кінця IV — початку ХІІІ століть».